# Стефан Молину
Стефан Молину (енгл. Stefan Molyneux; Атлон, 24. септембар 1966) канадски је филозоф и писац ирског порекла. Молину пише о анархокапитализму, атеизму, политици, световној етици, либертаријанизму, антифеминизму, криптовалути и породичним везама.